# Nika Kwekweskiri
Nika Kwekweskiri (georgisch ნიკა კვეკვესკირი; englisch Nika Kvekveskiri; * 29. Mai 1992 in Sugdidi) ist ein georgischer Fußballspieler. Er steht seit September 2024 bei Nyíregyháza Spartacus FC unter Vertrag und spielt seit 2015 für die A-Nationalmannschaft.

## Karriere

### Verein
Von Dinamo Sugdidi wurde er Anfang 2011 zu Dinamo Tiflis verliehen, wohin er nach einem halben Jahr fest wechselte. Nachdem anfangs zu den Stammspielern gehört hatte, stand er zum Ende der Saison 2012/13, in der Tiflis die Meisterschaft und den Pokal gewann, überhaupt nicht mehr im Kader. Zur Hinrunde der Saison 2013/14 wurde er an den FC Zchinwali verliehen. Nach seiner Rückkehr wurde er bis Sommer 2014 lediglich in der zweiten Mannschaft eingesetzt, daraufhin schloss er sich einem neuen Klub an. Beim FC Dila Gori wurde er wieder Stammspieler, im folgenden Sommer wechselte er zu Inter Baku. Die Saison 2016/17 spielte er für FK Qəbələ, bevor er im Mai 2017 nach Kasachstan zu Tobyl Qostanai wechselte. Von 2021 bis 2024 stand er bei Lech Posen in Polen unter Vertrag.

### Nationalmannschaft
Schon er 2020 mehrfach bei der georgischen U19 zu Einsätzen kam, wurde er im November 2009 erstmals in der U21 eingesetzt und führte diese von Oktober 2011 bis März 2014 als Mannschaftskapitän an.
Sein Debüt für die A-Nationalmannschaft hatte er am 8. Oktober 2016, als er bei einem 4:0-Sieg über Gibraltar während der Qualifikation für die Europameisterschaft 2016 in der Startelf stand und auch durchspielte. Auch in der Qualifikation für die Weltmeisterschaft 2018 kam er zu Einsätzen. Ab September 2018 folgten Einsätze in der Nations League 2018/19 und ein Jahr später Einsätze in der Qualifikation für die Europameisterschaft 2020. Nach weiteren Partien bei der Nations League 2020/21 scheiterte er mit seinem Team im Play-off-Finale der EM-Qualifikation 2020 an Nordmazedonien.
Nebst der Qualifikationsphase für die Weltmeisterschaft 2022 ging es für ihn mit der Nations League 2022/23 weiter. Bei der Qualifikation für die Europameisterschaft 2024 kam er n jeder Partie zum Einsatz und auch in den Play-off-Partien zum Zug, an deren Ende er sich mit seiner Mannschaft erstmals in deren Geschichte für die Endrunde einer Europameisterschaft qualifizierte. Nach der erfolgreichen Qualifikation wurde er auch für den Turnier-Kader dieser Endrunde nominiert.